# Phosphor (Unheilig)
Phosphor es el álbum de estudio debut del grupo alemán de rock gótico Unheilig. Fue publicado en 2000. Todo el trabajo artístico para el álbum es tomado del video musical de Unheilig Sage Ja!. Es el único disco del grupo con canciones en inglés, Der Graf y el australiano Grant Stevens escribían las letras juntos. Tras la salida de Grant de Unheilig, Der Graf fue el único letrista del grupo y en más de una ocasión ha asegurado que para expresarse de la mejor manera posible necesitaba limitarse a escribir su música en alemán, su lengua materna.

## Lista de pistas
1. «Die Macht» («El poder») - 4:05

2. «Willenlos» («Sin voluntad») - 3:51

3. «Ikarus» («Icaro») - 3:25

4. «Sage Ja!» («¡Di sí!») - 4:03

5. «Armageddon» («Armagedón») - 4:02

6. «My bride has gone» («Mi novia se ha ido») - 3:51

7. «Komm zu mir» («Ven a mi») - 3:58

8. «Close your eyes» («Cierra tus ojos») - 4:03

9. «The bad and the beautiful» («Lo malo y lo hermoso») - 4:04

10. «Discover the world» («Descubre el mundo») - 3:41

11. «Skin» («Piel») - 3:36

12. «Stark» («Fuerte») - 8:37

- Datos: Q1161720